# Marta (Italie)
Pour les articles homonymes, voir Marta.
Marta est une commune de la province de Viterbe dans le Latium en Italie.

## Administration
| Période                                  | Période  | Identité       | Étiquette    | Qualité |
| ---------------------------------------- | -------- | -------------- | ------------ | ------- |
| 30 mai 2006                              | En cours | Lucia Catanesi | Rinnovamento |         |
| Les données manquantes sont à compléter. |          |                |              |         |

### Hameaux
- Île Martana

### Communes limitrophes
Capodimonte, Montefiascone, Tuscania, Viterbe

## Démographe
Habitants recensés

## Jumelages
- Saint-Marcellin-en-Forez (France)